# Klanění pastýřů (Lorenzo di Credi)
Klanění pastýřů (Adorazione dei pastori) je obraz italského renesančního mistra Lorenza di Credi, namalovaný kolem roku 1510. Nyní je umístěn v galerii Uffizi ve Florencii.

## Historie
Obraz vznikl na objednávku jeptišek z kláštera Santa Chiara ve Florencii. Zmiňuje se o něm Lorenzův současník malíř Mariotto Albertinelli a také umělecký historik Giorgio Vasari. Je uváděn také ve florentinských uměleckých průvodcích z konce 17. století.
Existuje několik přípravných studií, nyní jsou v Albertinu ve Vídni, v pařížském „Cabinet des Dessins“ a v „Gabinetto dei disegni e delle stampe“ (Kabinet kreseb a tisků) v Uffizi.

## Popis obrazu
Pod poničeným přístřeškem (symbol upadajícího pohanského a hebrejského náboženství, který je zobrazen v uctívání Ježíše). Malý Ježíšek leží na lůžku ze slámy; jeho rysy jsou podobné těm, které používal na některých svých obrazech Verrocchio. Vlevo jsou v půlkruhu zobrazeni pastýři s jehnětem jako symbolem Kristovy oběti. Postavy hledí vlevo, malíř se inspiroval Pietrem Peruginem. Dva modlící se pastýři jsou inspirovaní triptychem Portinari Altarpiece. Triptych vytvořil vlámský malíř Hugo van der Goes. Inspiroval se i obrazy Domenica Ghirlandaia. Panna Maria, dvě stojící ženské postavy za ní a Svatý Josef s holí jsou inspirované nejspíše také Pietrem Peruginem. Panna Marie a andělé mají rysy podobné tvářím, jaké vytvořil Leonardo da Vinci na obraze Madonna ve skalách.